# سرگئی چتروخین
سرگئی چتروخین (روسی: Серге́й Александрович Четверухин؛ زادهٔ ۱۲ ژانویهٔ ۱۹۴۶) اسکیت‌باز نمایشی اهل اتحاد جماهیر شوروی سوسیالیستی است.